# Thomas Salsmann
Thomas Salsmann, né le 10 novembre 1981 à Paris, est un acteur et metteur en scène français.

## Biographie
Il commence sa carrière à 8 ans aux côtés de Judith Godrèche dans La Désenchantée de Benoît Jacquot qu'il rencontre à la Piscine Pontoise dans le quartier latin. Après un passage au Collège Rognoni « École des enfants du spectacle », il entre au Conservatoire libre du cinéma français (CLCF) et apprend les rouages du métier d'acteur de théâtre.
De 2001 à 2007 il interprète le personnage de "Ben" dans l'émission jeunesse KD2A sur France 2 et a également joué dans plusieurs autres pièces, films et téléfilms.

## Filmographie

### Cinéma

#### Longs métrages
- 1990 : La Désenchantée de Benoît Jacquot
- 1991 : J'entends plus la guitare de Philippe Garrel
- 2001 : Le Pornographe de Bertrand Bonello
- 2006 : Voleurs de chevaux de Micha Wald

#### Courts métrages
- 1993 : Les Enfants de Charbon de Juliana Reis
- 1995 : Le Petit Prince de Manuel Rolley
- 1998 : Le Fils du Pêcheur de Michel Pouzol
- 2000 : Siestes de Lucia Sanchez
- 2000 : La Lisière  de Raphaël Jacoulot , La Fémis
- 2000 :  L’Age Tendre  d'Eric Forestier , La Fémis
- 2002 : Swimming in Craft d'Aurélien Jegou
- 2005 : Mille Soleils de Mathieu Vadepied
- 2008 : La Folie de Sœur Louise de Fréderic Tourneur
- 2009 : Lamento de Pauline Coste
- 2010 : Une Table pour deux" de Yohan Vellaud
- 2013 : La nuit du 26 octobre de J.Le.Rhum EICAR
- 2014 : Pimp Ma Caisse - Clio movie contest de Omar et Fred
- 2017 : Le Syndrome de Sisyphe de Samuel Fichler EICAR
- 2019 : Deus Ex Capital de Axel Chemin La Fémis

### Télévision
- 1992 : L'Homme de la Maison de Pierre Lary
- 1993 : Pepita de Dominique Baron
- 1996-1997 : Les Zèbres de Gilles Bannier
- 1998 : Les Monos épisode #1.1 : La vallée des légendes (série) de Patrick Volson
- 1998 : Entre l'arbre et l'écorce de Bruno Gantillon
- 1998-1999 : Julie Lescaut
- 1999 : Nestor Burma de Jacob Berger
- 1999 : PJ de Benoît d'Aubert
- 2000 : Mineurs en dangers de Bruno Herbulot
- 2000 : L'Instit de Roger Kahane
- 2001 : Le Lycée de Miguel Courtois, Etienne Dhaene
- 2001-2007 : KD2A de Denis Thybaud et Fabrice Gobert
- 2002-2005 : Gestes d'Intérieur de Sebastien Cirade
- 2002 : Fort Boyard
- 2002 : Vivre comme ça de Michel Hassan
- 2004 : Groland
- 2004 : Franck Keller de Stéphane Kappes
- 2008 : Brigade Navarro de Gérard Marx
- 2016 : "Plage à part" de Thomas Salsmann
- 2021 : Les Combattantes de Alexandre Laurent

## Théâtre
- 2001 : L'Année du bac de José-André Lacour, mise en scène de Peter Muller, Théâtre Mouffetard
- 2002 : Le Dindon de Georges Feydeau, mise en scène Francis Perrin, Théâtre des Bouffes-Parisiens
- 2006 : Cœur de Galerne , mise en scène Christophe Dagobert, Château de Goulaine
- 2007 : Biographie d'un Oiseau Noir, de Sallam, mise en scène André-François d’Alivard, Centre culturel d'Égypte
- 2016 :  All Inclusive de Bernard Uzan, mise en scène Bernard Uzan, Les Feux de la Rampe
- 2018 :  SOS le père Noël a disparu mise en scène Jean Blanc, La Comédie Saint Michel
- 2017/19 : San Fernando de Benjamin Pascal, mise en scène Thomas Salsmann , Atelier Théâtre de Montmartre
- 2018 : San Fernando de Benjamin Pascal, mise en scène  Thomas Salsmann , Théâtre de L'Ange, Festival Off d'Avignon
- 2019 : La Thérapie de la Co...  , mise en scène Z.Azoulay, Théâtre Passage vers les Etoiles
- 2019 : Dictateur, mais pas trop  de Benjamin Pascal, mise en scène Thomas Salsmann, Théâtre de L'Ange, Festival Off d'Avignon
- 2019 : La Thérapie de la Co..  , mise en scène Z.Azoulay, Théâtre de L'Ange, Festival Off d'Avignon
- 2020 : Des étoiles dans les branches, écriture et mise en scène Mario Batista, Théâtre de Macouria Guyane
- 2020 : Krach et Tremblement de James-Ivan Schwartz, mise en scène Mario Batista, Lavoir Moderne Parisien
- 2021 : Le Froid des Profondeurs  de Mario Batista, Lecture scénique, Noyant-d'Allier
- 2022 : Des étoiles dans les branches  de Mario Batista, Tournée en Guyane
- 2023 : L'Arrestation  de Mario Batista
- 2024 : Le Secret de Henry Bernstein , mise en scène Thomas Salsmann , Théâtre de Nesle
- 2025 :  Les Emmerdeurs de Georges Naudy, mise en scène  Thomas Salsmann ,  En préparation
- 2026 :  NOËLLA  de Georges Naudy, mise en scène  Thomas Salsmann ,  En préparation

## Formation
- 1991/1997 : École des enfants du spectacle, Acteur
- 2001 : CLCF (Section Art Dramatique), Professeurs Jean-Pierre Bouvier et Jean Pierre André
- 2004 : Cours Raphaël Skorski  , Professeur Raphaël Skorski.